# Utricularia pusilla
Utricularia pusilla es una especie botánica de planta carnívora anual, terrestre, del género Utricularia en la familia de las Lentibulariaceae). 

## Distribución
Es endémica de Centro y de Sudamérica en Argentina, Belice, Bolivia, Brasil, Colombia, Costa Rica, Cuba, Dominica,  República Dominicana, Ecuador, Guyana Francesa, Guatemala, Guyana, Honduras, Jamaica, México, Nicaragua, Panamá, Paraguay, Perú, Puerto Rico, Surinam, Trinidad y  Venezuela.

## Taxonomía
Utricularia pusilla fue descrita  por Martin Vahl  y publicado en Enumeratio Plantarum . . . 1: 202. 1804.
Etimología
Utricularia: nombre genérico que deriva de la palabra latina utriculus, lo que significa "pequeña botella o frasco de cuero".
pusilla: epíteto latín que significa «muy pequeña».
Sinonimia
- Setiscapella pusilla (Vahl) Barnhart ex Britton & P.Wilson
- Utricularia leptantha Benj.
- Utricularia microcarpa Dieter.
- Utricularia pusilla var. itapavensis Merl ex Luetzelb.
- Utricularia tertia Salzm. ex A. St.-Hil. & Girard
- Utricularia tremula Salzm. ex A. St.-Hil. & Girard[5]